# Долене (железопътна гара)
Вижте пояснителната страница за други значения на Долене.
Долене е железопътна гара на теснолинейната линия Септември – Добринище. Намира се на 21 km югозападно от Септември, в Чепинския пролом, на десния бряг на Чепинска река. На около 5 km от гара Долене е село Драгиново, община Велинград, област Пазарджик.
След 2002 г., когато е демонтиран допълнителният коловоз на гара Цепина и е закрита спирка Дрянов дол, гара Долене остава сред малкото места в отсечката Септември – Велинград по линията, където е възможно разминаването на влаковете в двете посоки на направлението – към Добринище и към Септември.
През 2007 – 2008 г. по поречието на Чепинска река в района на гара Долене е изградена малка водноелектрическа централа.
Част от дейстието във филма „И Господ слезе да ни види“ от 2003 г. се развива на гарата. Долене е изходен пункт за връх Милеви скали (1593,5 m н.в.) и хижа/бар Здравец северозападно от него.